# Kolksee (Schellhorn)
Der Kolksee liegt etwa zwei Kilometer südöstlich von Schellhorn bei Preetz im schleswig-holsteinischen Kreis Plön in Deutschland, etwa 300 Meter östlich des Lanker Sees.
Der nährstoffreiche, kalkhaltige See ist Teil eines sechs Hektar großen FFH-Gebiets in einer Rinne der weichselzeitlichen Jungmoränenlandschaft der Holsteinischen Schweiz.
In der Ufervegetation des sauberen Klarwassersees ist die seltene Binsenschneide (Cladium mariscus) verbreitet.